# Stevie Nicks
Stevie Nicks est une chanteuse et auteure-compositrice américaine née le 26 mai 1948 à Phoenix (Arizona), connue pour son travail au sein du groupe de rock Fleetwood Mac et une longue carrière solo qui ont collectivement vendu plus de 140 millions d'albums. 
Elle est aussi célèbre pour son image mystique, sa voix distinctive et ses textes symboliques. Stevie Nicks rejoint Fleetwood Mac en décembre 1974 avec son compagnon d'alors, Lindsey Buckingham. Leur deuxième album au sein du groupe, Rumours, produit quatre tubes majeurs, dont la composition de Nicks, Dreams, et reste en tête du hit parade américain pendant 31 semaines. L'album s'est depuis écoulé à plus de 40 millions d'exemplaires,, ce qui en fait l'un des albums les plus vendus de tous les temps.
En 1981, elle entame une carrière solo avec l'album Bella Donna qui se vend à plus de 8 millions d'exemplaires et elle a réalisé sept autres albums studio depuis. Son dernier opus, 24 Karat Gold: Songs From The Vault, est sorti le 30 septembre 2014 et a été produit par Dave Stewart des Eurythmics. Après la sortie de son premier album, le magazine américain Rolling Stone la surnomme « The Reigning Queen of Rock and Roll ». Ayant surmonté une longue dépendance à la cocaïne et une dépendance aux tranquillisants, Stevie Nicks est toujours une artiste populaire, notamment en Amérique du Nord. En tant qu'artiste solo, elle a accumulé huit nominations aux Grammy Awards et cinq autres avec Fleetwood Mac, avec qui elle a gagné le titre d'album de l'année pour Rumours en 1978. En tant que membre de Fleetwood Mac, Stevie Nicks a été introduite au Rock and Roll Hall of Fame en 1998, également en tant qu'artiste solo en 2019 faisant d'elle la première femme à être intronisée deux fois au Rock and Roll Hall of Fame,.

## Biographie

### Jeunesse
Stephanie Nicks naît à Phoenix en Arizona, de Jess Nicks, un cadre commercial et de Barbara Nicks, une femme au foyer. Son grand-père, Aaron Jess Nicks, chanteur de musique country, lui a appris à chanter et à faire des duos dès l'âge de quatre ans. Enfant, elle n'arrive pas à prononcer correctement son prénom, le prononçant « tee-dee » (/ˈtiː.diː/), ce qui est devenu le surnom « Stevie ». Les obligations professionnelles de son père obligeant la famille Nicks à déménager souvent, elle a passé son enfance entre Phoenix, Albuquerque, El Paso, Salt Lake City, Los Angeles, et San Francisco. C'est au lycée, à Arcadia, dans la banlieue de Los Angeles, que Stevie Nicks rejoint son premier groupe, The Changing Times.
Elle commence sa carrière quand elle a vingt ans, en 1968, après avoir quitté l'université d'État de San José en Californie. Avec son ami Lindsey Buckingham, qu'elle a rencontré deux ans plus tôt durant sa dernière année au lycée, elle rejoint le groupe Fritz qui a ouvert beaucoup de concerts pour des musiciens comme Janis Joplin et Jimi Hendrix.

### Buckingham Nicks
En 1972, Stevie Nicks et Lindsey Buckingham quittent Fritz puis enregistrent un album ensemble, Buckingham Nicks, sorti en 1973 sous le label Polydor. Cependant, et malgré des concerts à répétition dans toute la Californie, cet album ne réussit pas et Polydor les lâche rapidement. Pour joindre les deux bouts, Stevie Nicks multiplie les petits boulots, tour à tour serveuse, assistante dentaire et femme de ménage pour son producteur Keith Olsen.
Peu après l'échec de leur album, Stevie Nicks et Lindsey Buckingham déménagent à Aspen, Colorado, où ce dernier obtient une place de guitariste durant une tournée des Everly Brothers. C'est à cette même époque que Stevie Nicks écrit Rhiannon, après avoir trouvé ce nom dans un roman de Mary Leader, sans connaître la légende Mabinogi de Rhiannon. Inspirée par les paysages montagneux des Rocheuses et par ses doutes vis-à-vis de sa carrière musicale laborieuse, elle écrit aussi la chanson Landslide.

### Fleetwood MacetRumours

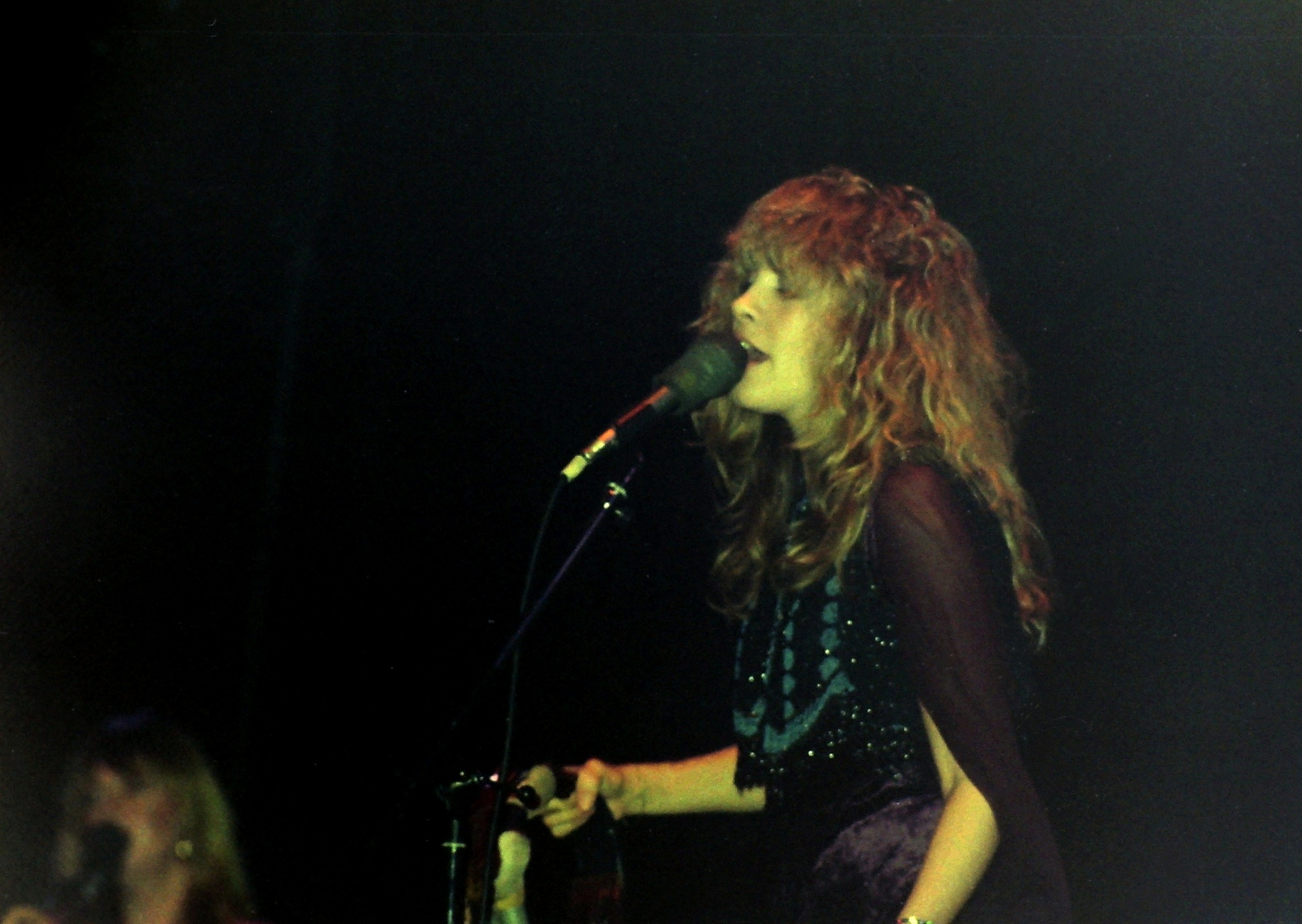
Stevie Nicks en 1977.

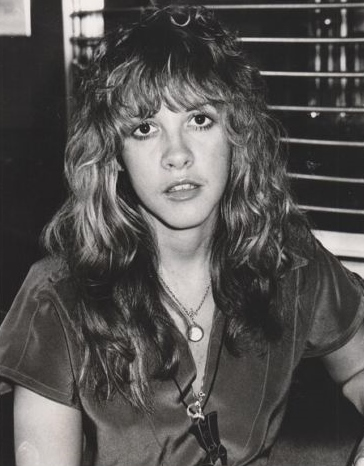
Stevie Nicks en 1977.

À la même époque, Mick Fleetwood cherche un studio pour enregistrer le prochain album de Fleetwood Mac, groupe qui a ses propres problèmes : le guitariste Bob Welch vient de le quitter. À Los Angeles, Fleetwood entre dans le studio Sound City où l'album Buckingham Nicks a été enregistré et, comme un échantillon de ce que peut produire le studio, Ken Caillat lui fait écouter la chanson Frozen Love écrite par le duo. Fleetwood est très impressionné et propose à Buckingham de rejoindre le groupe ; celui-ci accepte, mais à condition que Stevie puisse également en faire partie. Fleetwood Mac n'a pas vraiment besoin d'une chanteuse, Mick consulte alors les autres membres du groupe : Christine McVie (claviériste) et John McVie (bassiste). Leur avis est incertain, Stevie rejoint tout de même le groupe pour une durée indéfinie.
La formation remaniée rencontre immédiatement le succès. En juillet 1975, pour son premier album, simplement intitulé Fleetwood Mac, Stevie Nicks enregistre Rhiannon, qui raconte l'histoire d'une sorcière galloise. Elle est à ce jour une des chansons les plus populaires du groupe. Elle a été chantée pendant chaque tournée qu'a fait Stevie depuis 1975, avec le groupe comme en solo. Pour cet album, elle enregistre aussi Landslide, qui est très populaire en concert également et qui a depuis été reprise par de nombreux artistes. La même année, elle commence à travailler avec la styliste Margi Kent qui élabore son célèbre look de scène avec des costumes contenant jupes fluides, châles et bottes à semelles compensées.
Après le succès de Fleetwood Mac, les tensions grandissantes entre Stevie Nicks et Lindsey Buckingham affectent leur créativité et le couple finit par se séparer,.
Au début de l'année 1976, le groupe commence à enregistrer son prochain album, Rumours, enregistrement qui dure jusqu'à la fin de l'année. Parallèlement, Stevie et Lindsey chantent des chœurs sur un album de Warren Zevon. Rumours est un triomphe commercial et critique (vendu à plus de 42 millions d'exemplaires depuis sa sortie en 1977), en partie grâce aux chansons écrites par Stevie, comme Dreams qui a atteint la première place dans plusieurs hit-parades. Une autre de ses compositions, Gold Dust Woman, ne sort pas en single mais jouit d'une forte diffusion à la radio et devient l'une des chansons les plus célèbres et appréciées du groupe. Elle a aussi écrit et enregistré la ballade Silver Springs qui n'a finalement pas été incluse sur l'album, du fait des limitations de 24 minutes par face des disques vinyles. Elle sort cependant en tant que face B du single Go Your Own Way mais restera dans l'obscurité jusqu'à la sortie de la compilation 25 Years - The Chain en 1992. Cette chanson, dont les droits appartiennent à la mère de Stevie, a toujours occupé une place particulière pour la chanteuse, qui fut anéantie quand on l'informa qu'elle ne serait pas incluse dans Rumours.
En novembre 1977, après un concert en Nouvelle-Zélande lors de la tournée Rumours, Stevie Nicks et Mick Fleetwood, alors marié au mannequin Jenny Boyd, commencent une aventure à laquelle ils mettront conjointement un terme plusieurs mois plus tard pour préserver l'unité du groupe,. Au printemps 1978, Fleetwood Mac commence l'enregistrement de son troisième album avec Stevie et Lindsey. La même année, Stevie chante des harmonies sur l'album Not Shy de son ami musicien Walter Egan. Elle prête notamment sa voix sur la chanson Magnet and Steel qui deviendra un tube aux États-Unis durant l'été 1978.

### Tusk,Bella DonnaetMirage
À la fin des années 1970, Stevie Nicks a amassé un vaste répertoire de chansons, remontant à l'enregistrement de Buckingham Nicks, qu'elle n'a pu enregistrer avec Fleetwood Mac du fait de la présence de trois compositeurs sur chaque album. Durant l'enregistrement de Tusk et la tournée correspondante, elle enregistre des démos en vue d'un projet en solo. Elle enregistre aussi les duos à succès Whenever I Call You Friend avec Kenny Loggins en 1978, et Gold avec John Stewart en 1979.
En octobre 1979, Fleetwood Mac sort l'album Tusk, pour lequel elle écrit le tube Sara. Sa chanson Sisters of the Moon ne rencontrera pas autant de succès mais deviendra un des titres préférés de ses fans, notamment du fait de sa version live, longue de plus de huit minutes et durant laquelle Stevie chante avec tellement de passion et d'intensité que ses dernières paroles en deviennent incompréhensibles. Durant l'été 1981, elle part en tournée avec le groupe Tom Petty and The Heartbreakers.
Avec le soutien de musiciens comme Tom Petty, Roy Bittan (du E Street Band de Bruce Springsteen), Waddy Wachtel et Don Henley (des Eagles), son premier album solo, Bella Donna, commercialisé le 27 juillet 1981, rencontre un très grand succès critique et commercial, atteignant la première place du hit-parade américain et se vendant, selon le RIAA, à plus de 5 millions d'exemplaires aux États-Unis et 8 millions d'exemplaires dans le monde. À la fin de l'année 1982, le magazine musical Billboard le classe huitième album le plus vendu de l'année. Le succès de l'album est tel que beaucoup prédisent que Stevie Nicks va quitter Fleetwood Mac et se consacrer entièrement à sa carrière solo, ce qu'elle dément formellement.
Peu après la sortie de Bella Donna, sa meilleure amie Robin Anderson est atteinte d'une leucémie. Quelques semaines avant de mourir, elle donne naissance à un fils dont Stevie est la marraine. Après la mort de Robin, elle épouse son veuf, Kim Anderson, mais ils divorcent seulement huit mois plus tard.
En novembre 1981, elle part en tournée dans l'ouest des États-Unis, tournée qu'elle doit interrompre pour enregistrer avec Fleetwood Mac l'album Mirage, pour lequel elle écrit le tube Gypsy. Mirage se classe en tête du hit-parade américain pendant cinq semaines mais semble néanmoins éclipsé par le succès de Bella Donna. Après une brève tournée américaine avec le groupe à l'automne 1982, Stevie Nicks prépare l'enregistrement de son deuxième album solo.

### Wild HeartetRock a Little
Stevie Nicks sort The Wild Heart le 10 juin 1983. Pour cet album, elle a travaillé avec la musicienne Sandy Stewart. The Wild Heart se vend à plus de deux millions d'exemplaires aux États-Unis, atteint la cinquième place du hit-parade américain et produit trois tubes, notamment Stand Back (en) où le chanteur Prince joue du synthétiseur. La même année, elle part en tournée à travers les États-Unis pendant cinq mois. Elle fait aussi une apparition dans la célèbre émission Saturday Night Live, chantant Stand Back et Nightbird.
Dès la fin de sa tournée, elle commence l'enregistrement de son troisième album à Dallas. Originellement nommé Mirror, Mirror, elle enregistre quelques chansons en 1984. Cependant, elle n'est pas satisfaite du résultat et décide en 1985 d'enregistrer de nouvelles chansons. En novembre de la même année, elle sort Rock a Little, qui se vend à plus d'un million d'exemplaires aux États-Unis. Cependant, il rencontre des critiques beaucoup plus mitigées que pour ses deux albums précédents. Il est suivi en 1986 par une grande tournée qui arrive en Australie et aux États-Unis.
Cette tournée est un point majeur dans la carrière de la chanteuse : malgré son immense succès, la drogue et l'alcool commencent à affecter sa voix et son attitude sur scène. Un chirurgien esthétique l'avertit que sa dépendance à la cocaïne pourrait provoquer une hémorragie cérébrale à tout moment. Stevie décide alors de se faire traiter au centre de désintoxication Betty Ford en octobre 1986. Plus tard dans l'année, un médecin lui prescrit du Rivotril pour l'aider à ne pas retomber dans la cocaïne.

### Tango in the Night,The Other Side of the MirroretBehind The Mask
En 1985, Mick Fleetwood contacte tous les membres de Fleetwood Mac pour enregistrer un nouvel album. Malgré l'hésitation de Lindsey Buckingham, qui prépare alors son troisième album solo (paru seulement en 1992) après Law and Order (1981) et Go Insane (1984), et les problèmes de Stevie, le groupe arrive chez Lindsey à Los Angeles pour créer Tango in the Night. Quatre tubes sortent de l'album : deux écrits par Christine McVie, un par Lindsey Buckingham et un par Stevie Nicks qui s'appelle Seven Wonders.
L'album atteint la première place de plusieurs hit-parades dans le monde et devient un des albums les plus vendus de la décennie au Royaume-Uni, mais son succès ne peut pas effacer la rupture entre Stevie et Lindsey Buckingham. Des différends créatifs et des tensions avec les autres membres du groupe conduisent le guitariste à quitter le groupe seulement quelques mois avant la tournée de promotion de Tango in the Night. Ce départ soudain provoque une confrontation physique violente entre lui et Stevie Nicks. Le groupe le remplace par Billy Burnette et Rick Vito et part en tournée avec eux en 1987. La tournée est suspendue à la fin de l'année à cause au syndrome de fatigue chronique de Stevie Nicks et de sa dépendance grandissante aux tranquillisants, mais reprend en 1988.
La même année, Nicks commence à travailler à son quatrième album solo avec le producteur britannique Rupert Hine. The Other Side of the Mirror sort le 11 mai 1989 et se vend à plus d'un million d'exemplaires aux États-Unis. Cependant, il ne produit aucun tube significatif là-bas et disparaît rapidement du classement Billboard. Il rencontre néanmoins un franc succès en Grande-Bretagne et en Europe grâce au tube Rooms on Fire (en), qui est encore la chanson de Stevie la plus connue de sa carrière solo hors des États-Unis.
Elle part en tournée pour la première fois (et en fait la dernière) en Grande-Bretagne, en Irlande, en France, et aux Pays-Bas. Cependant, elle dit n'en avoir aucun souvenir, du fait de sa dépendance de plus en plus dangereuse au Rivotril que son psychiatre lui prescrit en quantités toujours plus importantes entre 1987 et 1994.
À la fin de l'année 1989, elle rejoint les autres membres de Fleetwood Mac pour travailler sur un nouvel album, Behind the Mask qui sort un an plus tard. Il ne rencontre qu'un succès modéré aux États-Unis mais s'avère très populaire au Royaume-Uni où, comme son prédécesseur Tango in the Night, il se classe en tête du hit-parade. Le groupe lance dans la foulée une tournée mondiale, marquée par la réapparition de Lindsey Buckingham durant le dernier concert. Après la fin de la tournée, Stevie Nicks quitte le groupe à cause d'une dispute avec Mick Fleetwood, celui-ci l'ayant empêché d'inclure sa chanson de 1977 Silver Springs dans sa compilation Timespace: The Best of Stevie Nicks car il voulait lui-même l'inclure dans un coffret CD de Fleetwood Mac. Elle avouera plus tard que le départ de Lindsey Buckingham trois ans plus tôt l'avait également encouragée dans sa décision, estimant que Fleetwood Mac ne pouvait pas fonctionner sans lui.

### TimespaceetStreet Angel
À l'occasion du dixième anniversaire du début de sa carrière solo, Stevie Nicks sort Timespace - The Best of Stevie Nicks  le 3 septembre 1991, qui comprend tous ses tubes de 1981 à 1989 ainsi que trois nouvelles chansons écrites avec l'aide de Jon Bon Jovi et Bret Michaels du groupe Poison.
Durant la campagne présidentielle américaine de 1992, Bill Clinton utilise le tube de Fleetwood Mac Don't Stop comme chanson de campagne. Il persuade Mick Fleetwood, John et Christine McVie, Lindsey Buckingham et Stevie de se remettre ensemble pour la chanter à son gala inaugural en 1993. À ce moment-là, aucune réunion officielle n'est prévue. Stevie Nicks est aussi fortement critiquée pour sa prise de poids, résultat de sept ans de dépendance au Rivotril.
La chanteuse décide à la fin de l'année de se faire désintoxiquer du Rivotril, ce qui nécessitera un séjour douloureux de 47 jours à l'hôpital.
En 1992 et 1993, Stevie Nicks utilise principalement des chansons écrites dans le passé pour son album Street Angel, qui sort en mai 1994 après sa cure de désintoxication. Elle a depuis exprimé sa déception vis-à-vis de cet opus, affirmant que son passage à l'hôpital a affecté son contrôle créatif sur l'album.
À sa sortie, Street Angel est un échec commercial et critique. Malgré une tournée américaine à succès la même année, Stevie Nicks est blessée par les commentaires négatifs sur son poids. Dégoûtée, elle termine sa tournée en jurant de ne jamais remonter sur scène si elle ne perd pas de poids.
En 1995, elle rejoint Lindsey Buckingham afin d'enregistrer le duo Twisted pour la bande originale du film Twister. L'année suivante, Sheryl Crow écrit pour elle la chanson Someone Stand By Me pour le film Avec ou sans hommes et elle reprend le tube de son ami Tom Petty, Free Fallin' pour la série La Vie à cinq.

### The Dance: 1997-1998
En 1996, Lindsey Buckingham demande l'aide de Mick Fleetwood et John McVie pour un projet d'album solo, ce qui mène finalement à la réunion de tout le groupe. Revigorée et amincie, Stevie Nicks rejoint Fleetwood Mac pour The Dance, une tournée nord américaine durant l'année 1997 qui rencontrera un immense succès, coïncidant par la même occasion avec le vingtième anniversaire de la sortie de Rumours. Avant la tournée, Stevie a fait appel à un coach vocal pour protéger sa voix du stress de la tournée et s'est aussi mise au régime et au jogging.
L'album live The Dance sort en août 1997 et rencontre un immense succès, devenant le quatrième album de Fleetwood Mac à prendre la tête du hit-parade américain. Depuis, l'album a été certifié quintuple disque de platine, ce qui en fait l'un des albums live les plus vendus aux États-Unis. La même année, Stevie est introduite au Rock and Roll Hall of Fame en tant que membre de Fleetwood Mac. Elle reçoit aussi le prix d'Oustanding Contribution aux Brit Awards.
En 1998, elle suspend son projet d'album solo lorsque Warner Music lui propose de sortir un coffret synthétisant sa carrière, afin de conclure son contrat avec Atlantic Records.

### EnchantedetTrouble in Shangri-La
Le coffret Enchanted sort le 28 mai 1998 et rencontre un étonnant succès. Il contient des notes écrites par Stevie Nicks elle-même, des photographies rares et des pages de ses journaux. Elle fait la promotion de Enchanted avec une petite tournée américaine la même année. Elle contribue aussi à la bande originale du film Les Ensorceleuses et joue à un concert de charité organisé par son ancien compagnon Don Henley.
Stevie Nicks a commencé à écrire des chansons pour son cinquième opus, Trouble in Shangri-La, dès 1994. C'est son ami Tom Petty qui l'a convaincue de se remettre sérieusement à la composition quand il a refusé sa demande de lui écrire une chanson. Elle reprend donc l'enregistrement de l'album avec Sheryl Crow qui en produit une partie. Du fait de conflits horaires, cette dernière ne peut finir la production et Stevie Nicks fait donc appel à John Shanks, Rick Nowels, Pierre Marchand et son collaborateur de longue date Mike Campbell. Natalie Maines des Dixie Chicks, Sarah McLachlan et Macy Gray prêtent aussi leurs voix à l'album.
Sorti le 1er mai 2001, Trouble in Shangri-La est un véritable come-back commercial et artistique pour Stevie Nicks, devenant son premier album à atteindre le top cinq du hit-parade américain depuis The Wild Heart en 1983. La chaîne de musique VH1 la nomme "Artiste du mois" en mai 2001 et lui consacre un épisode de sa série documentaire Behind The Music.
Pour promouvoir l'album, Stevie Nicks fait plusieurs apparitions à la télévision, joue aux Radio Music Awards et fait une tournée saluée par la critique aux États-Unis. Certains concerts seront cependant annulés à cause des attentats du 11 septembre 2001.

### Say You Will: 2001-2004

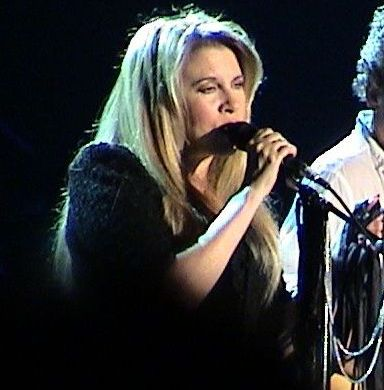
Stevie Nicks en tournée avec Fleetwood Mac en 2003.

En 2001, Fleetwood Mac commence à travailler sur un nouvel album et Stevie Nicks les rejoint pour entamer l'enregistrement l'année suivante. Say You Will, sorti en avril 2003, reçoit un accueil critique mitigé mais un grand succès commercial. Stevie Nicks participe à une tournée mondiale avec le groupe qui dure jusqu'à septembre 2004.
La chanteuse dira plus tard qu'elle n'était pas satisfaite de l'album et de la tournée, toujours à cause de désaccords artistiques avec Lindsey Buckingham ainsi que de l'absence de Christine McVie, qui a quitté le groupe en 1998.

### Crystal VisionsetSoundstage Sessions

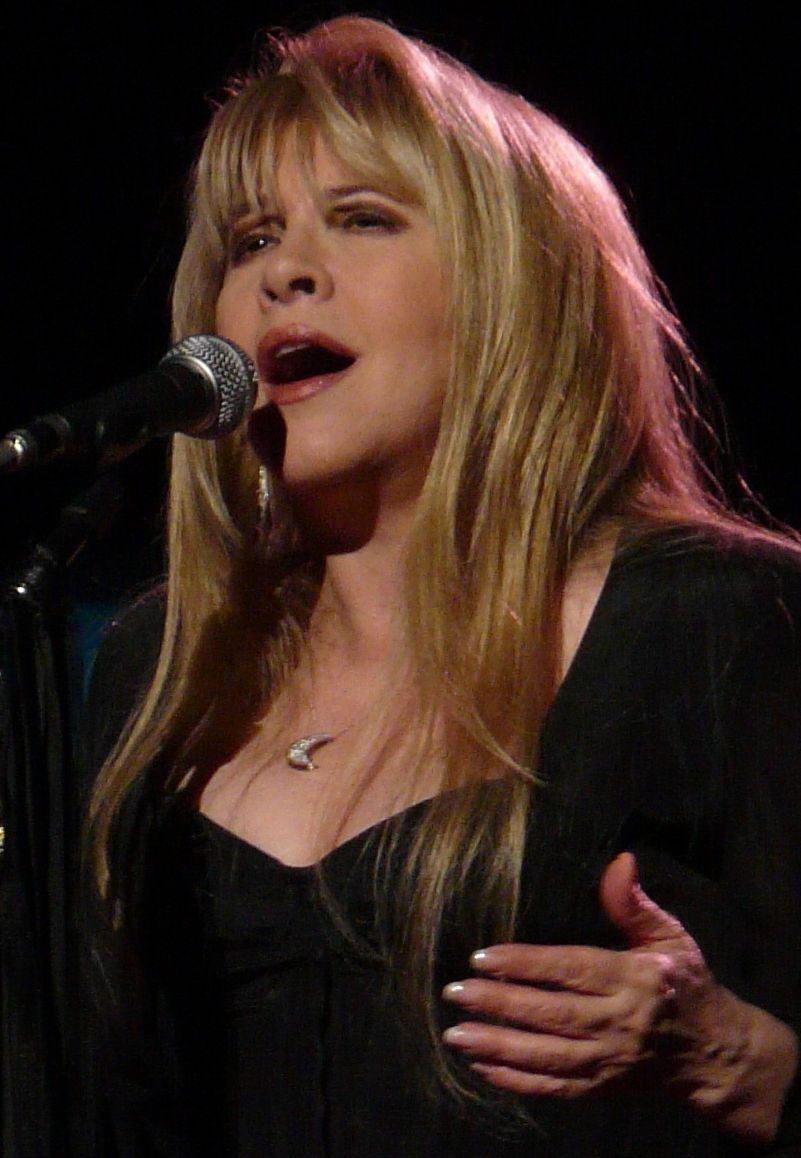
Stevie Nicks en concert avec Fleetwood Mac en 2009.

Le 27 mars 2007, Reprise Records sort la compilation Crystal Visions: The Very Best of Stevie Nicks. L'album débute à la 21e place du hit-parade américain. La compilation comprend ses plus grands tubes, un remix, une nouvelle chanson et une reprise live de la chanson de Led Zeppelin « Rock and Roll ». Cet album existe aussi en version CD/DVD, le DVD comprenant des commentaires audio de la chanteuse, ses principaux clips musicaux et des images inédites datant de l'enregistrement de Bella Donna.
Une tournée avec Chris Isaak débutant en mai 2007 sert de promotion à l'album.
Le 31 mars 2009, Stevie sort son premier album live, The Soundstage Sessions, via Reprise Records. Avec le CD sort un DVD, Live in Chicago.

### In Your Dreams: 2010 à aujourd'hui
Après avoir achevé une nouvelle tournée avec Fleetwood Mac en 2009, Stevie Nicks commence à travailler sur son premier album en 10 ans avec Dave Stewart, célèbre comme membre des Eurythmics. En 2010, ce dernier utilise Twitter pour annoncer la participation de Mike Campbell (de Tom Petty and the Heartbreakers), Mike Rowe, Steve Ferrone, Mick Fleetwood et Waddy Wachtel, guitariste de longue date de la chanteuse, à l'enregistrement de l'album. On apprend ensuite que Lindsey Buckingham apparaîtra dans la chanson Soldier's Angel.
Le 13 janvier 2011, Reprise Records annonce que le nouvel album de Stevie, In Your Dreams sortirait le 3 mai et que le premier single, Secret Love, sortira le 8 février. Elle avait écrit cette chanson en 1976 mais ne l'avait jamais montrée à Fleetwood Mac. La démo de la chanson circulait depuis plusieurs années parmi les fans avant la sortie de In Your Dreams. Stevie fait la promotion du single en réalisant un clip musical dirigé par Dave Stewart lui-même.
À sa sortie, In Your Dreams rencontre d'excellentes critiques qui rivalisent avec celles faites à propos de Bella Donna. Le magazine Rolling Stone écrit : « ce n'est pas seulement son premier album depuis 10 ans, c'est sa meilleure collection de chansons depuis les années 1980 ». L'album est aussi un succès commercial, débutant à la sixième place du hit-parade américain avec 52 000 exemplaires vendus durant la semaine de sortie.
Le jour de la sortie du nouvel album, la chaîne Fox Network diffuse un épisode de la série Glee, Rumours, comprenant six chansons de l'album de Fleetwood Mac, dont la composition de Stevie, Dreams. L'épisode provoque un regain d'intérêt pour le groupe et l'album qui rentre dans le hit parade américain au onzième rang 34 ans après y être entré pour la première fois, tout cela la même semaine que la sortie de In Your Dreams.
Stevie Nicks contribue aussi à un album-hommage à Buddy Holly qui sort en septembre 2011 en reprenant sa chanson Not Fade Away.
Le 29 mars 2012, elle apparaît en guest-star dans un épisode de la série de NBC Up All Night. Sont présents dans l'épisode la chanson de 1981 Sleeping Angel ainsi que des duos avec Maya Rudolph et Christina Applegate sur Whenever I Call You Friend et Edge of Seventeen.
Le 30 septembre 2014, elle sort son huitième album solo, 24 Karat Gold: Songs From The Vault, qui atteint la septième place du hit-parade américain. Au même moment, elle entame une tournée avec un Fleetwood Mac enfin au complet grâce au retour de Christine McVie.
Stevie Nicks chante en duo avec Lana Del Rey sur la chanson Beautiful People Beautiful Problems du cinquième album studio de la chanteuse, Lust for Life, sorti le 21 juillet 2017.
Elle est intronisée une deuxième fois au Rock and Roll Hall of Fame pour sa carrière solo le 29 mars 2019,. En avril 2025, elle enregistre nouvel album à LA.

## Tournées

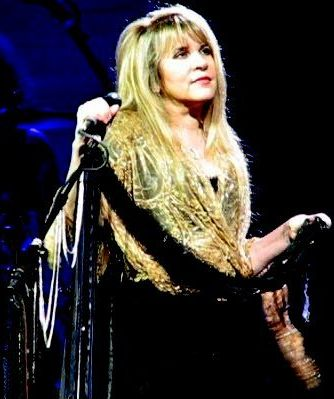
Stevie Nicks en concert en 2008.

Quelques mois après la fin de la tournée Say You Will, Stevie Nicks donne en mai 2005 quatre concerts au Caesars Palace à Las Vegas puis fait une tournée de 10 concerts avec Don Henley.
En 2006, elle repart en tournée avec Tom Petty and the Heartbreakers pour fêter le trentième anniversaire du premier album du groupe. Sa performance avec eux est immortalisée par la chaîne PBS dans leur série musicale Soundstage.
Un an plus tard, elle fait une courte tournée avec son ami Chris Isaak, puis avec la chanteuse Vanessa Carlton.
En 2008, Stevie entame une nouvelle tournée américaine, le Soudstage Sessions Tour, dont un concert sera diffusé sur la chaîne PBS.
En 2009, elle rejoint Fleetwood Mac pour une tournée mondiale de 77 concerts, le Unleashed Tour qui l'amène en France pour la première fois depuis 20 ans.
En mars 2011, pour promouvoir son album In Your Dreams, Stevie Nicks unit ses forces avec Rod Stewart avec le Heart & Soul Tour, joué dans les salles multisports des grandes villes nord américaines. Leur tournée doit se prolonger jusqu'à l'été 2012, tandis que Stevie donne parallèlement quelques concerts en solo.

### Tournées en solo
- Buckingham Nicks Tour : 1974–1975 (avec Lindsey Buckingham)
- White Winged Dove (Bella Donna) Tour : 1981
- The Wild Heart Tour : 1983 (première partie : Joe Walsh)
- Rock a Little Tour : 1986
- The Other Side of the Mirror Tour : 1989
- Whole Lotta Trouble (Timespace) Tour : 1991
- Street Angel Tour : 1994
- Enchanted Tour : 1998
- Holiday Millennium Tour : 1999–2000
- Trouble In Shangri-La Tour : 2001 (certains concerts avec Sheryl Crow)
- Two Voices Tour : 2005 (avec Don Henley)
- Gold Dust Tour : 2005–2006 (avec Vanessa Carlton)
- Crystal Visions Tour : 2007–2008
- Soundstage Sessions Tour : 2008 (avec Chris Isaak)
- Heart & Soul Tour : 2011-2012 (avec Rod Stewart)
- In Your Dreams Tour : 2011-2012

### Groupe de tournée (2012)
- Waddy Wachtel –  Guitare solo, Directeur musical (1981–1986, 2001–présent)
- Carlos Rios – Guitare rythmique (1988–présent)
- Al Ortiz – Basse (2001–présent)
- Darrell Smith – Claviers (2005–présent)
- Ricky Peterson – Claviers (2007–présent)
- Lenny Castro – Percussion ( 1994–2001, 2007-présent)
- Jimmy Paxson – Batterie (2005–présent)
- Lori Nicks – Choriste (1981–1989, 1996, 2007–présent)
- Sharon Celani – Choriste (1981–présent)

## Travail caritatif: Stevie Nicks' Band of Soldiers
Stevie Nicks a créé la fondation Stevie Nicks' Band of Soldiers qui vise à venir en aide aux militaires blessés de guerre.
Fin 2004, elle commence à se rendre dans les centres médicaux de l'armée et de la marine à Washington. Durant ses visites, elle devient déterminée à trouver un objet qui remonterait le moral des soldats. Elle décide d'acheter des centaines d'iPod Nano et de les remplir de catalogues d'artistes, de chansons et de playlists qu'elle a sélectionnés elle-même.
Stevie a commenté son action ainsi : « J'appelle ça des iPod de soldats. Ils ont tous les trucs dingues que j'écoute, des collections que je fais depuis les années 1970 pour la route, ou pour quand je suis malade. Lors des quelques fois dans ma vie où je me suis sentie vraiment mal, la musique a toujours été ce qui m'a fait sortir du lit ».
Elle donne régulièrement ces symboles d'appréciation et amène également ses amis, comme Mick Fleetwood, pour partager cette expérience avec elle.
En 2006, Stevie Nicks organise une campagne de levée de fonds pour sa fondation. Beaucoup de ses pairs font des contributions et elle continue de développer ses efforts philanthropiques.

## Influence
Beaucoup de célébrités — parmi elles Adele, Courtney Love, Michelle Branch, Belinda Carlisle, les Dixie Chicks, Mary J. Blige, Sheryl Crow, Nadia Ali, Florence Welch, Taylor Swift, Laura Branigan, Sarah McLachlan, Kelly Clarkson, Vanessa Carlton, Georgi Cussick, Tori Amos, Michelle Hotaling, Jennifer Hanson, Ruston Taylor, Delta Goodrem, et Harry Styles — ont cité Stevie Nicks comme une de leurs inspirations. Elle a fait des duos avec beaucoup d'entre elles, a chanté des harmonies sur leurs albums et certaines comme Sheryl Crow et les Dixie Chicks lui ont rendu la pareille. Ces dernières ont fait une reprise de la célèbre chanson de Stevie Landslide qui a atteint le top 10 des charts américains. Le groupe de rock alternatif The Smashing Pumpkins a fait une reprise acoustique de la chanson qui est apparue dans leur compilation Pisces Iscariot. Elle a aussi enregistré un duo sur Santa Claus is Coming to Town avec Chris Isaak en 2004. D'autres reprises célèbres de chansons de Stevie Nicks incluent Dreams par The Corrs, "Gold Dust Woman" par le groupe de Courtney Love, Hole. En 2001, le groupe Destiny's Child reprend le célèbre riff de guitare de Edge of Seventeen pour son tube Bootylicious. Stevie est également apparue dans le clip de la chanson. Lindsay Lohan a repris Edge of Seventeen sur son album A Little More Personnal. Neil Tennant des Pet Shop Boys a exprimé son désir de travailler avec Stevie Nicks. En 2005, le duo Deep Dish a travaillé sur une version remixée de Dreams avec une nouvelle partie vocale de Stevie qui est un succès dans les hit-parades américain et britannique.
La reprise des Dixie Chicks de Landslide a valu à Stevie Nicks un BMI Songwriters Award en 2003 quand elle a gagné le titre de « Chanson de l'année » (la récompense est donnée à l'auteur de la chanson quel que soit l'interprète).
Le 31 mai 2010, elle joue avec Taylor Swift à la 52e cérémonie des Grammy Awards. Cette dernière, qui décrit Stevie comme une de ses idoles d'enfance, l'introduit au public en disant que c'est « un conte de fée et un honneur de partager la scène avec Stevie Nicks ».

## Vie privée
Durant la tournée Rumours, Stevie Nicks entre dans une relation amoureuse avec le chanteur Don Henley des Eagles. Elle met fin à la relation au début de la tournée Tusk en 1979.
Son seul mariage est avec Kim Anderson, le veuf de sa meilleure amie Robin Anderson, peu après sa mort d'une leucémie. Stevie et Kim divorceront peu de temps après. Stevie a souvent commenté cet échec : « nous ne nous sommes pas mariés parce que nous étions amoureux, nous nous sommes mariés parce que nous étions en deuil et que c'était la seule façon d'avoir l'impression d'y faire quelque chose. »
En 2007, une rumeur circule selon laquelle Lindsay Lohan souhaiterait acheter les droits à la biographie de Stevie Nicks pour en faire un film dans lequel elle incarnerait Stevie elle-même. L'intéressée s'est exprimée sans ambiguïté sur la question, affirmant que « c'est complètement dingue » et qu'il faudra « [lui] passer sur le corps » avant qu'un film sur sa vie ne soit tourné.

## Image

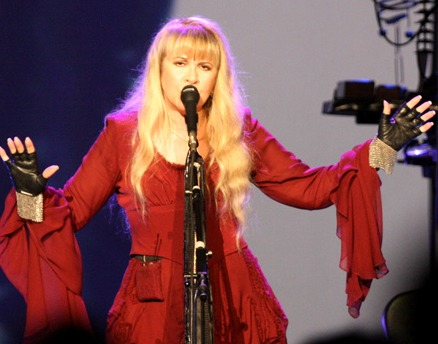
Stevie Nicks en concert en 2011.

Stevie Nicks est célèbre pour son image mystique, ses jupes en chiffon, ses châles, ses couvertures de soie et ses longs cheveux blonds. Margi Kent, une styliste californienne, travaille sur ce look depuis les années 1970. Parmi les éléments les plus connus de sa garde-robe, on compte ses boots à semelles compensées qu'elle met lors de toutes ses performances depuis 1975. Ne mesurant que 1,55 mètre, Stevie a dit se sentir ridicule à côté du très grand Mick Fleetwood. Elle a donc développé un penchant pour des boots à semelles compensées de 15 centimètres. À travers les années, elle a conservé ce style éthéré qu'elle appelle son « uniforme » et que les couvertures de Rumours et Bella Donna immortalisent. Un autre accessoire fétiche de Stevie Nicks est son haut-de-forme à la Dickens, qu'elle a commencé à porter à la fin des années 1970. Au début des années 1980, elle porte sur scène des bérets en velours avec des plumes, comme celui présent sur la couverture de sa compilation Crystal Visions: The Very Best of Stevie Nicks.
Beaucoup des châles et des capes de Stevie Nicks sont associés à ses chansons et à ses performances sur scène, certains devenant aussi célèbres que les chansons elles-mêmes. Parmi eux, les châles rouges pour Sara, blancs pour Edge of Seventeen, dorés pour Gold Dust Woman, noirs avec des cercles dorés pour Stand Back. Une de ses pratiques les plus célèbres en concert est de tournoyer sur la scène avec ses châles volant avec elle, notamment sur Gypsy et Stand Back.
Stevie Nicks affirme que son style vocal et son attitude sur scène sont inspirées de chanteuses telles que Grace Slick et Janis Joplin. Elle a admis s'être inspirée de cette dernière après l'avoir vue en concert peu avant sa mort. Elle dit aussi avoir croisé lors d'un concert une femme habillée en chiffon et avec des grosses bottes et avoir voulu le même look. Elle l'a donc pris et se l'est approprié. Une partie importante de l'image de Stevie est sa collection de bijoux, à laquelle elle ajoute toujours au moins un nouvel élément pour chaque tournée : bracelets, pendentifs en croissant de lune, en pyramide ou en cœur ailé, croix dorées ou plus récemment, un pendentif Tiffany en diamants, symbole de longévité.

### Microphone et tambourin
Stevie Nicks est connue pour avoir longtemps utilisé un microphone dynamique Sennheiser MD-441-U5, facilement reconnaissable à sa forme rectangulaire. Elle l'utilise principalement à la fin des années 1970 et durant les années 1980 ; ces microphones sont souvent décorés, notamment de roses, de rubans, de perles de cristal, d'écharpes et de peluches.
Stevie Nicks dit avoir commencé à jouer du tambourin dès son arrivée à Fleetwood Mac afin d'avoir quelque chose à faire sur scène durant les morceaux chantés par Lindsey Buckingham ou Christine McVie. Comme son microphone, le tambourin de Stevie est souvent décoré d'écharpes et/ou de serpentins. Depuis les années 1980, son tambourin fétiche est un tambourin noir en forme de demi-lune.

### Rumeurs de sorcellerie
Depuis le début de sa carrière au sein de Fleetwood Mac, une rumeur circule selon laquelle Stevie Nicks est une sorcière et pratiquerait la Wicca. Bien qu'elle admette être fascinée par le mythique et le gothique, elle nie toute activité religieuse solitaire, y compris la Wicca. De plus, les droits de sa musique sont sous le nom de Welsh Witch Music, une référence à sa chanson Rhiannon, qu'elle introduisait en concert en disant : « c'est une chanson sur une sorcière galloise », dans les années 1970. Ces rumeurs ont donné l'idée aux scénaristes de la série American Horror Story d'inviter Stevie Nicks à jouer son propre rôle dans l'épisode 10 de la saison 3 (Coven) en 2013, ainsi que dans l'épisode 5 de la 8e saison.

## Discographie

### Solo

#### Albums studio
- 1981 : Bella Donna
- 1983 : The Wild Heart
- 1985 : Rock a Little
- 1989 : The Other Side of the Mirror
- 1994 : Street Angel
- 2001 : Trouble in Shangri-La
- 2011 : In Your Dreams
- 2014 : 24 Karat Gold: Songs From The Vault

#### Albums live
- 2009 : The Soundstage Sessions
- 2020 : Live in Concert: The 24 Karat Gold Tour

#### Compilations
- 1991 : Timespace - The Best of Stevie Nicks
- 1998 : The Enchanted Works of Stevie Nicks
- 2007 : Crystal Visions: The Very Best of Stevie Nicks
- 2019 : Stand Back 1981-2017
- 2023 : Complete Studio Albums & Rarities (Coffret 10CD)

### Duo Buckingham-Nicks
- 1973 : Buckingham Nicks

### Avec Fleetwood Mac
- 1975: Fleetwood Mac
- 1977: Rumours
- 1979: Tusk
- 1980: Live
- 1982: Mirage
- 1987: Tango in the Night
- 1988: Greatest Hits
- 1990: Behind the Mask
- 1992: 25 Years – The Chain
- 1997: The Dance
- 2002: The Very Best of Fleetwood Mac
- 2003: Say You Will

## Vidéographie
Solo :
- 1981 : Stevie Nicks Live
- 1986 : Stevie Nicks Live at Red Rocks
- 1991 : Stevie Nicks : The Videos

Avec Fleetwood Mac :
- 1982 : Fleetwood Mac Live
- 1987 : Fleetwood Mac Live in San Francisco
- 1997 : The Dance
- 2003 : Fleetwood Mac: Live in Boston

## Filmographie
- 2013 : Sound City. Elle participe, avec de nombreuses personnalités du rock qui ont enregistré dans ces studios, au projet à travers des interviews menées par Dave Grohl. Elle participe également à la bande originale du film intitulée Sound City: Real to Reel.
- 2014 : American Horror Story: Coven (série télévisée) : elle-même
- 2017 : The Defiant Ones (série documentaire musicale) d'Allen Hughes : elle-même
- 2018 : American Horror Story: Apocalypse (série télévisée) : elle-même
- 2022 : Elvis de Baz Luhrmann : Zeena, femme de la troupe de Hank Snow